# Hippolyte Rabaud
Pour les articles homonymes, voir Rabaud.
Hippolyte Rabaud est un violoncelliste, compositeur et pédagogue français né le 29 janvier 1839 à Sallèles-d'Aude et mort le 20 avril 1900 à Paris.

## Biographie
Hippolyte-François Rabaud naît le 29 janvier 1839 à Sallèles-d'Aude, dans l'Aude,,.
À compter de 1855, il étudie le violoncelle dans la classe d'Auguste Franchomme au Conservatoire de Paris, où il obtient un 1er prix en 1861,,,.
En 1859, il entre à l'Orchestre de l'Opéra de Paris, dont il devient violoncelle solo en 1866, jusqu'en 1889. À partir de 1868, il est aussi membre de la Société des concerts du Conservatoire.
En 1886, Hippolyte Rabaud est nommé professeur de violoncelle au Conservatoire de Paris, où il forme jusqu'à sa mort de nombreux élèves, parmi lesquels Francis Touche,,.
Très impliqué dans le domaine de la musique de chambre, il participe à la Société des quatuors français (1865), la Société des quatuors et quintettes (1865-1867), la Société de quatuors Lamoureux (1869), avant de fonder en 1873 avec Antoine Taudou, Desjardins et Augustin Lefort une société de quatuors qui devient célèbre,.
Nommé officier d'Académie en 1882, Rabaud est promu officier de l'Instruction publique en 1894.
Comme compositeur, il est l'auteur de plusieurs œuvres pour son instrument, des études, morceaux de genre, ainsi qu'une méthode de violoncelle,,.
Hippolyte Rabaud meurt le 20 avril 1900 à Paris,,. Il est le père du compositeur Henri Rabaud,.